# 73 Batalion Ochrony Pogranicza
Samodzielny Batalion Ochrony Pogranicza nr 73 – zlikwidowany samodzielny pododdział Wojsk Ochrony Pogranicza pełniący służbę na granicy polsko-czechosłowackiej.

## Formowanie i zmiany organizacyjne
Na podstawie rozkazu MON nr 055/org. z 20 marca 1948, na bazie Wrocławskiego Oddziału WOP nr 11, sformowano 23 Brygadę Ochrony Pogranicza, a 49 komendę odcinka WOP przemianowano na batalion Ochrony Pogranicza nr 73 JW 4412 (Zarządzenie SzSG Nr 0039/Org. z 11 sierpnia 1948).
Rozkazem Ministra Obrony Narodowej nr 205/Org. z 4 grudnia 1948, z dniem 1 stycznia 1949, Wojska Ochrony Pogranicza podporządkowano Ministerstwu Bezpieczeństwa Publicznego. Zaopatrzenie batalionu przejęła Komenda Wojewódzka Milicji Obywatelskiej.
Z dniem 1 stycznia 1951, na podstawie rozkazu MBP nr 043/org. z 3 czerwca 1950, na bazie 23 Brygady Ochrony Pogranicza, sformowano 5 Brygadę Wojsk Ochrony Pogranicza, a 73 batalion Ochrony Pogranicza przemianowano na 46 batalion WOP.

## Struktura organizacyjna
Dyslokacja batalionu przedstawiała się następująco :
- dowództwo batalionu – Paczków
- 225 strażnica Ochrony Pogranicza – Gierałcice
- 226 strażnica Ochrony Pogranicza – Jarnołtów
- 227 strażnica Ochrony Pogranicza – Jasienica Górna
- 228 strażnica Ochrony Pogranicza – Ujazd
- 229 strażnica Ochrony Pogranicza – Złoty Stok.